# Ethel Merman
Ethel Merman (nascuda Ethel Agnes Zimmermann, 16 de gener de 1908 - 15 de febrer de 1984) va ser una actriu i cantant nord-americana. Coneguda principalment per la seva veu distintiva i poderosa i els seus papers principals en el teatre musical, ha estat anomenada "la indiscutible primera dama dels escenaris de la comèdia musical".
Entre els molts estàndards introduïts per Merman als musicals de Broadway es troben "I Got Rhythm" (de Girl Crazy); "Everything's Coming Up Roses", "Some People", i "Rose's Turn" (de Gypsy —Merman el va protagonitzar com a "Rose" en la producció original de Broadway de 1959); i les cançons de Cole Porter "It's De-Lovely" Red, Hot and Blue), "Friendship" DuBarry Was a Lady) i "I Get a Kick Out of You", "You're the Top" i "Anything Goes" (de Anything Goes). La cançó d'Irving Berlin "There's No Business Like Show Business", escrita per al musical Annie Get Your Gun, es va convertir en la seva cançó més característica.

## Inicis
Merman va néixer a casa de la seva àvia materna, situada al 359 4th Avenue, a Astoria, Queens a la ciutat de Nova York el 1908, encara que posteriorment insistiria que era en realitat el 1912. El seu pare, Edward Zimmermann (1879-1977), era un comptable amb James H. Dunham & Company, una empresa de productes secs a l'engròs de Manhattan, i la seva mare, Agnes (Gardner) Zimmermann (1883-1974), era professora. Edward Zimmermann havia estat criat a l'església reformada holandesa i la seva dona era presbiteriana. Poc després de casar-se, es van unir a la congregació episcopaliana a l'Església del Redemptor, on la seva filla va ser batejada. Els seus pares eren estrictes sobre l'assistència als oficis, i hi anava tots els diumenges, als serveis del matí, seguits de l'escola dominical, una reunió de pregària i un grup d'estudis nocturns per a infants. La seva família era d'origen alemany i escocès.
Merman va assistir a la P.S. 4 i a l'escola secundària William Cullen Bryant (que després va anomenar el seu auditori en honor seu), on va seguir un curs comercial que oferia formació de secretaria. Va estar activa en nombroses activitats extraescolars, incloent la revista de l'escola, el club de ponents i el consell d'estudiants, i va freqüentar la botiga de música local per veure les arribades setmanals de partitures. Els divendres a la nit, la família Zimmermann agafaven el metro fins a Manhattan per veure l'espectacle de vodevil al Palace Theatre, on Merman va veure Blossom Seeley, Fanny Brice, Sophie Tucker i Nora Bayes. A casa, va intentar emular els seus estils de cant, però la seva veu distinta era difícil de dissimular.
Després de graduar-se a la Bryant High School el 1924, Merman va ser contractada com a escenògrafa per la Boyce-Ite Company. Un dia, durant la seva hora de dinar, va conèixer Vic Kliesrath, que li va oferir una feina a la Bragg-Kliesrath Corporation amb un augment de 5 dòlars per sobre del salari setmanal dels 23 que guanyava, i Merman va acceptar l'oferta. Finalment es va fer secretària personal del president de l'empresa, Caleb Bragg, les freqüents absències llargues de l'oficina per a fer curses d'automòbils li permetien recuperar el son que havia perdut la nit anterior quan actuava a festes privades. Durant aquest període, Merman també va començar a aparèixer en nightclubs, primer contractat pel company de Jimmy Durante, Lou Clayton. En aquest moment, va decidir que el nom Ethel Zimmermann era massa llarg per a una cartell de teatre. Va considerar combinar Ethel amb Gardner o Hunter, que era el nom de soltera de la seva àvia. Aquestes consideracions van provocar la ira del seu pare, i Zimmermann va ser abreviat a Merman per calmar el seu pare.

## Carrera

### Inicis
Durant un compromís de dues setmanes en un club del centre de Manhattan anomenat Little Russia, Merman es va reunir amb l'agent Lou Irwin, qui li va organitzar una audició per a Archie Mayo, un director de cinema contractat de Warner Bros.. Li va oferir un contracte exclusiu de sis mesos, a partir de 125 dòlars per setmana, i Merman va deixar la feina diària, només per trobar-se inactiva durant setmanes mentre esperava ser triada per una pel·lícula. Finalment, va instar a Irwin a intentar cancel·lar el seu acord amb Mayo; en canvi, el va negociar amb un millor tracte que li va permetre actuar en clubs mentre es quedava a la nòmina de Warners. Merman va ser contractada com a cantant torch a Les Ambassadeurs, on el titular era Jimmy Durante i els dos es van convertir en amics de tota la vida. Va cridar l'atenció de columnistes com Walter Winchell i Mark Hellinger, que van començar a donar-li publicitat. Poc després, Merman va patir una amigdalectomia que temia que podria danyar la seva veu, però després de recuperar-se va descobrir que era més poderosa que mai.
Mentre que actuava al prestigiós Keith Circuit, Merman va signar per substituir Ruth Etting a la pel·lícula de la Paramount Follow the Leader (1930), protagonitzada per Ed Wynn i Ginger Rogers. Després d'una exitosa carrera de set setmanes al Brooklyn Paramount, va ser contractada per actuar al Palace per 500 dòlars a la setmana. Durant la carrera, el productor de teatre Vinton Freedley la va veure actuar i la va convidar a fer una audició per al paper de la cantant de cafè de San Francisco, Kate Fothergill, al nou musical Girl Crazy de George and Ira Gershwin. En escoltar-la cantant "I Got Rhythm", els Gershwins la van contractar immediatament, i Merman va començar a fer malabarismes amb els assajos al matí i les actuacions de matinee vespre al Palace.
Girl Crazy es va estrenar el 14 d'octubre de 1930 a l'Alvin Theatre, on es van fer 272 actuacions. The New York Times va assenyalar que Merman va cantar "amb guió, autoritat, bona veu i només el bon estil de coneixement", mentre que The New Yorker la va anomenar "imitatadora de ningú". Merman estava bastant blasé amb aquestes notícies, cosa que va provocar a George Gershwin que li preguntés a la seva mare: «Alguna vegada ha vist a una persona tan indulgent com Ethel?»

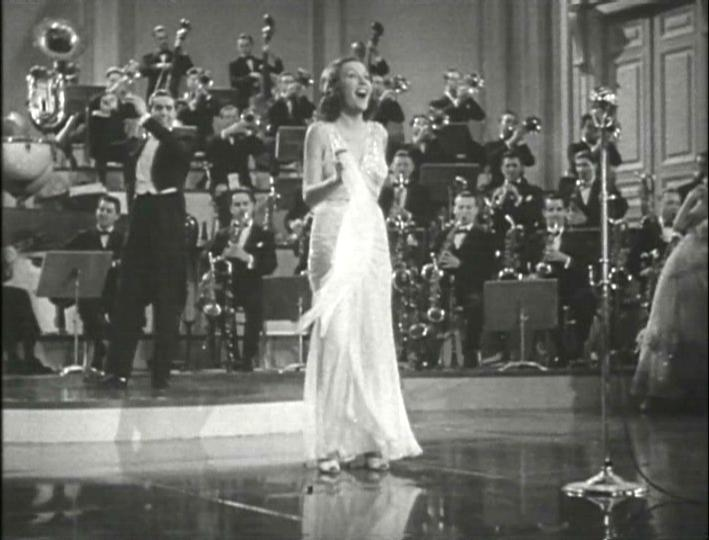
Ethel Merman amb Tyrone Power al tràiler de Alexander's Ragtime Band

Durant el funcionament de Girl Crazy, Paramount va contractar Merman per aparèixer en una sèrie de 10 curtes pel·lícules musicals, la majoria dels quals li permetien cantar un número, així com una balada. També va actuar al Central Park Casino, al Paramount Theatre, i a un compromís de retorn al Palace. Tan bon punt Girl Crazy va tancar, els seus pares i ella se'n van anar per a unes vacances molt necessàries al Lake George a Upstate New York, però després del seu primer dia allà, Merman va ser convocada a Atlantic City, New Jersey, per ajudar a salvar la problemàtica edició. de George White's Scandals. Com que encara estava sota contracte amb Freedley, White es va veure obligat a pagar al productor 10.000 dòlars pels seus serveis, a més del salari setmanal de 1.500 dòlars. Després de la carrera d'Atlantic City, l'espectacle va fer-se a Newark i després a Brooklyn abans d'obrir-se a Broadway, on es van fer 202 actuacions.
El pròxim espectacle de Merman, Humpty Dumpty, va començar els assajos a l'agost de 1932 i es va obrir –i va tancar immediatament– a Pittsburgh el mes següent. El productor Buddy DeSylva, que també havia escrit el llibre i les lletres, estava segur que podia ser reelaborat en un èxit, i amb un guió renovat i cançons addicionals de Vincent Youmans, es va estrenar amb el nou títol Take a Chance el 26 de novembre. al 42è Carrer Apollo Theatre, on es van presentar 243 funcions. Brooks Atkinson del The New York Times el va senyalar com "ràpid, fort i divertit" i va afegir Merman "mai no s'ha alliberat amb tant abandonament". Després de la carrera de Broadway, va acceptar unir-se a la gira, però poc després de l'estrena de Chicago, va afirmar que el clor en el subministrament d'aigua de la ciutat li irritava la gola i va tornar a Manhattan.
Merman va tornar a Hollywood per aparèixer a We're Not Dressing (1934), una comèdia esbojarrada basada en l'obra de J. M. Barrie The Admirable Crichton. Malgrat treballar amb un repartiment que incloïa Bing Crosby, Carole Lombard, i Burns and Allen, sota la direcció del guanyador de l'òscar Norman Taurog, Merman no queda satisfeta amb l'experiència i es va quedar consternat de descobrir que un dels seus números musicals havia estat tallat. quan va assistir a l'estrena de Nova York amb la seva família i amics. També va aparèixer a la pantalla amb Eddie Cantor a Kid Millions (també el 1934), però el seu retorn a Broadway la va establir com una gran estrella i va consolidar la seva imatge com una noia dura.
Anything Goes va resultar ser el primer dels cinc musicals de Cole Porter què va protagonitzar Merman. A més de la cançó del títol, la partitura inclou "I Get a Kick Out of You", "You're the Top" i "Blow Gabriel Blow". Va estrenar-se el 21 de novembre de 1934 al Teatre Alvin, i el New York Post qualificà Merman «viva i apassionant en els seus moments de comèdia, i l'encarnació de l'efecte i la capacitat tècnica quan canta, ja que només ella sap com fer-ho». Encara que Merman sempre s'havia quedat amb un espectacle fins al final de la seva estada, va deixar Anything Goes després de vuit mesos per aparèixer amb Eddie Cantor a la pel·lícula Strike Me Pink. La va substituir Benay Venuta, amb qui va gaudir d'una llarga i sovint tempestuosa amistat.
Merman inicialment va ser passada per alt per la versió cinematogràfica de Anything Goes (1936). Bing Crosby insistia que la seva esposa, Dixie Lee, fos llançada com a "Reno Sweeney" davant del seu "Billy Crocker", però quan va abandonar el projecte de forma inesperada, Merman va tenir el paper que va tenir en el seu escenari. Des del principi, Merman va quedar clar que la pel·lícula no seria l'experiència agradable que havia esperat. El focus es va desplaçar a Crosby, deixant-la en un paper secundari. Moltes de les lletres de Porter van ser alterades per adaptar-se a les directrius del Codi de producció cinematogràfica, i "Blow Gabriel Blow" va ser eliminada completament, substituïda per "Shang Hai-de-Ho", que Merman es va veure obligat a cantar amb un tocat de plomes de paó mentre estava envoltada de ballarines vestides de noies esclaves xineses. La pel·lícula es va completar amb un cost de 201.000 dòlars damunt del pressupost i 17 dies de retard sobre el programa. Richard Watts, Jr., del New York Herald Tribune, la va descriure com "avorrit i comú", amb Merman "fent-ho el millor possible", però no es pot registrar "a la pantalla tan magníficament com a l'escenari".

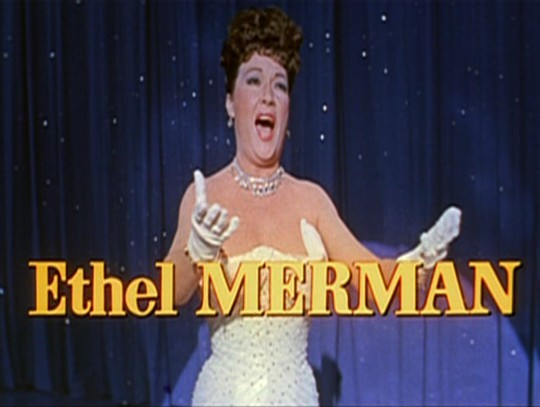
Al tràiler de la pel·lícula There's No Business Like Show Business (1954)

Merman va tornar a Broadway per a un altre musical de Porter, però malgrat la presència de Jimmy Durante i Bob Hope en el repartiment, Red, Hot and Blue es va tancar després de menys de sis mesos. A Hollywood, Merman es va presentar a Happy Landing, un dels deu majors èxits de la comèdia de 1938 amb Sonja Henie, Cesar Romero i Don Ameche; un altre èxit a la taquilla va arribar amb Alexander's Ragtime Band, un pastitx de les cançons d'Irving Berlin interpolades en una trama que paral·lela a la vida del compositor; i Straight Place and Show, un flop crític i comercial que protagonitzaren els Germans Ritz. Va tornar a l'escenari en Stars in Your Eyes, que va lluitar per sobreviure mentre el públic arribava a la Fira Mundial de Nova York de 1939 i, finalment, es va tancar al cap de quatre mesos. Merman ho va seguir amb dos musicals més de Porter. DuBarry Was a Lady, amb Bert Lahr and Betty Grable, que va córrer durant un any, i Panama Hattie, amb Betty Hutton (els números musicals de la qual van ser tallats la nit d'inauguració a la insistència de Merman), June Allyson, i Arthur Treacher, va anar encara millor, amb una durada lleugerament superior als 14 mesos.
Poc després de l'estrena d'aquest últim, Merman, encara desanimada pel final de la seva aventura amb el propietari del Stork Club, Sherman Billingsley, es va casar amb el seu primer marit, l'agent de Treacher, William Smith. Més tard va dir que sabia que, en la seva nit de noces, havia comès "un terrible error", i dos mesos més tard va sol·licitar el divorci per motius de deserció. Poc després va conèixer i es va casar amb Robert D. Levitt, director de promoció del New York Journal-American. La parella va tenir finalment dos fills i es va divorciar el 1952 a causa del consum excessiu d'alcohol i de comportaments irregulars per part de Levitt.
En 1943, Merman va ser un intèrpret destacada de la pel·lícula Stage Door Canteen i estrenà un altre musical de Porter, Something for the Boys, produït per Michael Todd. El seu pròxim projecte va ser Sadie Thompson, una adaptació musical de Vernon Duke i Howard Dietz d'un relat curt de W. Somerset Maugham, però Merman va trobar que no podia recordar les lletres i va renunciar 12 dies després de començar els assajos.
L'agost de 1945, mentre es trobava a l'hospital per recuperar-se del naixement per cesària del seu segon fill, Dorothy Fields va visitar Merman, que va proposar fer d'Annie Oakley en un musical que el seu germà Herbert i escrivia amb Jerome Kern. Merman va acceptar, però al novembre, Kern va patir un atac cerebrovascular mentre que visitava a Nova York a visitar a Rodgers i Hammerstein (els productors de l'espectacle) i va morir pocs dies després. Richard Rodgers i Oscar Hammerstein II convidaren Irving Berlin pera substituir-lo, i el resultat va ser Annie Get Your Gun, que es va estrenar el 16 de maig de 1946 a l'Imperial Theatre, on va durar gairebé tres anys i 1.147 actuacions. Durant aquest temps, Merman només va prendre dues vacances i només va perdre dues actuacions a causa de malaltia. Merman va perdre la versió cinematogràfica davant Judy Garland, que finalment va ser reemplaçada per Betty Hutton, però va protagonitzar un revival de Broadway dues dècades més tard al Lincoln Center amb Bruce Yarnell, que tenia 27 anys menys que Merman, per fer del lleial marit i gerent d'Annie, Frank E. Butler.
Merman i Berlín es van reunir per Call Me Madam el 1950, amb el qual va guanyar el Premi Tony a la millor actriu protagonista de musical, i va continuar protagonitzant l'adaptació a la pantalla del 1953 i va guanyar el Globus d'Or a la millor actriu musical o còmica per la seva actuació. L'any següent, ella va aparèixer com la matriarca de la família cantant i ballant Donahue a There's No Business Like Show Business, una pel·lícula amb partitura de Berlín.
Merman va tornar a Broadway a instàncies del seu tercer marit, Robert Six, executiu de Continental Airlines, que estava molest que ella hagués esdevingut una mestressa de casa de Colorado després del seu casament el 1953. Va esperar que les seves aparicions públiques generessin publicitat per a la companyia aèria i la seva decisió de renunciar al primer pla no se sentia bé amb ell. La va instar a acceptar el lideratge en Happy Hunting, amb un llibret de Howard Lindsay i Russel Crouse (que havia escrit Call Me Madam) i una partitura de l'equip desconegut de Harold Karr i Matt Dubey. Merman va acceptar les demandes del seu marit, tot i que des de l'inici va xocar amb els compositors i aviat es va enfrontar amb el co-protagonista Fernando Lamas i la seva esposa, Arlene Dahl, que freqüentaven els assajos. Basant-se en el nom de Merman, l'espectacle es va estrenar a Nova York amb una venda anticipada de 1,5 milions de dòlars i, malgrat la insatisfacció de l'estrella amb ell, va obtenir una resposta respectable. Tot i que Brooks Atkinson va pensar que la partitura era "gairebé poc més que adequada", va anomenar Merman "tan brutal com sempre, que brillava com una llum de neó cada vegada que va a l'escenari". Diversos mesos després d'estada, va insistir que dos dels seus números menys favorits seran substituïts per cançons escrites pel seu amic Roger Edens, que, a causa del seu contracte exclusiu amb Metro-Goldwyn-Mayer, els va atribuir a Kay Thompson. Va perdre el Premi Tony davant Judy Holliday amb Bells Are Ringing, i el xou es va tancar després de 412 actuacions, amb Merman feliç de veure el que considerava "una obligació trista" que acabava finalment.

### Carrera posterior
Gypsy es basava en les memòries de Gypsy Rose Lee i era protagonitzada per Merman com la seva dominant mare, Rose Hovick, possiblement la millor actuació recordada per Merman. El musical es va estrenar el 21 de maig de 1959 al The Broadway Theatre. Al New York Post, Richard Watts va qualificar Merman com a "Una actriu brillant" i Brooks Atkinson de The New York Times va dir: "Actua de manera indomable, tant com a actriu i cantant". Malgrat els aplaudiments, Merman va perdre el Premi Tony davant la seva estreta amiga Mary Martin a The Sound of Music i deia amb broma: "Com podeu passar-li el mort a una monja?" Poc després de divorciar-se de Robert Six, la relació d'ell amb l'actriu de televisió Audrey Meadows es va fer pública i va trobar consol en el seu treball.
Al llarg de les 702 representacions espectacles de Gypsy, Mervyn LeRoy la va veure en nombroses ocasions, i va assegurar a Merman que tenia previst llançar-la en l'adaptació cinematogràfica que estava preparant. No obstant això, abans del tancament, es va anunciar que Rosalind Russell havia signat per protagonitzar-la. El marit de Russell, el productor de teatre Frederick Brisson (a qui Merman més tard anomenaria "el llangardaix de Roz" - "the lizard of Roz"),), havia venut els drets per al cinema de l'obra de Leonard Spigelgass A Majority of One a la Warner Bros. amb la condició de la seva esposa protagonitzaria ambdues pel·lícules. Com que Russell havia aconseguit un èxit de taquilla uns anys abans amb Auntie Mame, i Merman mai no s'havia consolidat com a presència de pantalla popular, l'estudi va estar d'acord amb les condicions de Brisson. Merman va quedar devastada en aquest gir dels esdeveniments i va denominar la pèrdua del paper, "La major decepció professional de la meva vida".
Després del tancament de Gypsy de Broadway el 25 de març de 1961, Merman es va embarcar a mig camí a la gira nacional. A San Francisco, es va lesionar greument l'esquena, però va continuar. Durant l'estada a Los Angeles, LeRoy va visitar el seu backstage i va dir que Russell estava tan malalt "Crec que acabarà aconseguint aquesta part". Creient que la versió cinematogràfica de Gypsy era al seu abast, ella li va donar generosament totes les entrades que va demanar als seus amics i companys de la indústria, només per descobrir que havia estat enganyada.
Durant la seva carrera a Gypsy, Merman va obtenir un total estimat de 130.000 dòlars per any en el paper, més el 10 % dels ingressos de taquilla.
Durant els anys següents, Merman va aparèixer en dues pel·lícules, la reeixida It's a Mad, Mad, Mad, Mad World (1963, en què interpretava la Sra. Marcus, la sogra batalladora de Milton Berle) i el flop The Art of Love (1965). Va fer desenes d'aparicions de televisió en programes de varietats a càrrec de Perry Como, Red Skelton, Judy Garland, Dean Martin, Ed Sullivan, i Carol Burnett, entrevistadors com Mike Douglas, Dick Cavett, i Merv Griffin i en episodis de That Girl, The Lucy Show, Match Game, Batman, i Tarzan, entre d'altres.
El productor David Merrick va encoratjar Jerry Herman a compondre Hello, Dolly! específicament per al rang vocal de Merman, però quan li va oferir el paper, ella el va rebutjar. Finalment, es va unir al repartiment el 28 de març de 1970, sis anys després de l'estrena de la producció. La nit de la primera funció de Merman, la seva actuació es va frenar contínuament per ovacions prolongades i els crítics van demanar per unanimitat el seu retorn als escenaris de Nova York. Walter Kerr al The New York Times va descriure la seva veu: «Exactament igual de netes de trompeta, exactament com el penetrant de penics, exactament com Wurlitzer-meravellós com sempre va ser». Va dir: «El seu sentit còmic és tan autoritari com la seva veu». La setena actriu que retratava l'esplèndida casamentera de la producció original de Broadway, va romandre amb el musical per 210 actuacions fins que va tancar el 27 de desembre de 1970. Merman va rebre el premi Drama Desk per a la Interpretació Excepcional pel que va resultar ser la seva última aparició a Broadway.
Durant la resta de la seva carrera, Merman va treballar tan sovint com li arribaven ofertes. El 1979, va gravar The Ethel Merman Disco Album, amb moltes de les seves cançons de la firma estan cantades amb un ritme disco. El seu darrer paper a la pantalla va ser l'auto-paròdia de la pel·lícula de comèdia 1980 Airplane!, en la qual interpretava el tinent Hurwitz, una soldat en shock que creu que és Ethel Merman. En el cameo, Merman salta del llit cantant "Everything's Coming Up Roses", mentre que els infermers la frenen. També va aparèixer en diversos episodis de The Love Boat (interpretant a la mare de "Gopher"), convidada en un homenatge a CBS a George Gershwin, va fer una gira d'estiu / comèdia amb Carroll O'Connor, va participar en un concert de dues setmanes al London Palladium, actuant amb Mary Martin en un concert en benefici del teatre i col·lecció del museu del Museu de la Ciutat de Nova York, i sovint va aparèixer com a solista amb orquestres simfòniques. També es va presentar voluntàriament al St. Luke's-Roosevelt Hospital Center, que treballava a la botiga de regals o en visitar pacients.

### Estil d'actuació
Merman era coneguda per la seva veu poderosa, cantant a ple pulmó amb veu de mezzosoprano i l'enunciació i el to precís. Com que els cantants escènics actuaven sense micròfons quan Merman va començar a cantar professionalment, va tenir un gran avantatge, malgrat no haver realitzat classes de cant. La tradició de Broadway sosté que George Gershwin li va aconsellar que mai no fes una lliçó de cant després que ella estrenés la seva Girl Crazy.
La biografia de Caryl Flinn de 2007 inclou una gran quantitat de ressenyes de l'obra de Merman, la majoria de les quals van ser felicitacions per a ella. Brooks Atkinson va resumir el seu talent: «Fa que una cançó sembli una expressió espontània de la seva personalitat, que pot ser considerada com la millor habilitat en l'art de cantar cançons.»

## Vida personal

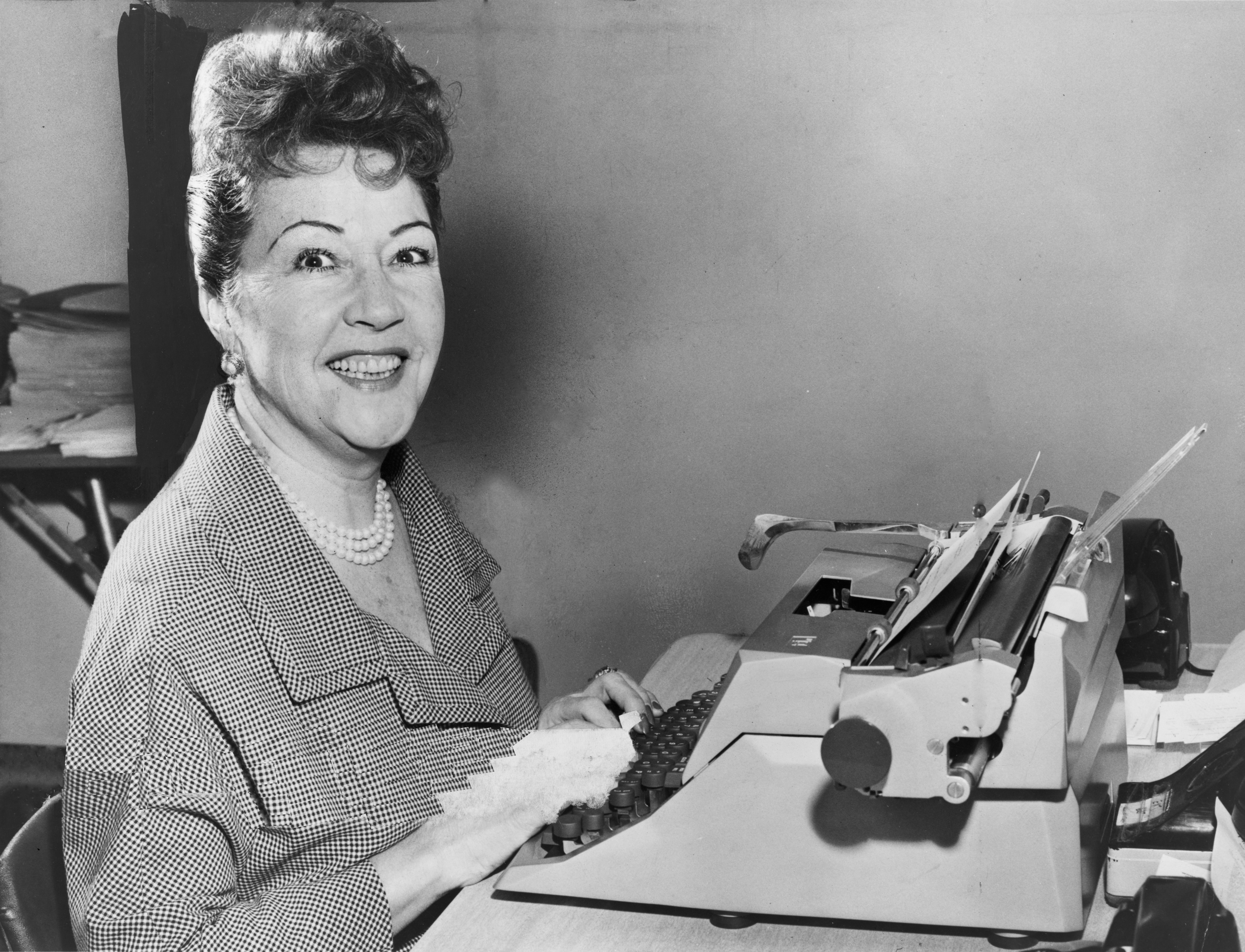
Ethel Merman a la màquina d'escriure el 1953, New York World-Telegram - foto de Walter Albertin

### Matrimonis i fills
Merman es va casar i es va divorciar quatre vegades. El seu primer matrimoni, el 1940, va ser amb l'agent teatral William Smith. Es van divorciar en 1941. Més tard aquell mateix any, Merman es va casar amb l'executiu del diari Robert Levitt. La parella va tenir dos fills: Ethel (nascuda el 20 de juliol de 1942) i Robert, Jr. (nascut l'11 d'agost 1945). Merman i Levitt es van divorciar en 1952. Al març de 1953, Merman es va casar amb Robert Six, el president de Continental Airlines. Es van separar al desembre de 1959 i es van divorciar en 1960.
El quart i últim matrimoni de Merman va ser amb l'actor Ernest Borgnine. Es van casar a Beverly Hills el 27 de juny de 1964. Es van separar el 7 d'agost i Borgnine va sol·licitar el divorci el 21 d'octubre.
En una entrevista de ràdio, va dir sobre els seus nombrosos matrimonis: «Tots cometem errors. Per això posen gomes a llapis, i això és el que vaig fer. Vaig fer uns quants lulus!» En la seva autobiografia Merman (1978), el capítol "El meu casament amb Ernest Borgnine" consisteix en una pàgina en blanc.
Ethel Levitt, la seva filla, va morir el 23 d'agost de 1967 per una sobredosi de drogues que es va declarar accidental. El seu fill Robert, Jr. estava casat amb l'actriu Barbara Colby que, mentre estava separada de Robert, va ser assassinada juntament amb el seu amic en un aparcament a Los Angeles al juliol de 1975 per aparents membres de pandilles que no tenien motiu clar.

### Profanitat
Merman era coneguda per la seva actitud i per explicar històries vulgars a festes públiques. Per exemple, una vegada va fer un acudit verd cridant d'un costat a l'altre de la sala a José Ferrer durant una recepció formal.
Mentre assajava una aparició especial al The Loretta Young Show de la en NBC, Merman va exclamar: «On cony va això?» Young, que era una catòlica devota, va avançar cap a ella agitant una llauna de cafè buida, dient: «Vinga Ethel. Ja saps les meves regles. Això et costarà un dòlar.» A la qual cosa Merman va respondre «Ah, reina, quant em costarà dir-te que et fotin?».

### Política
Merman, republicana de tota la vida, era una convidada habitual a la Casa Blanca d'Eisenhower. També es va assenyalar que Merman va dir: «Eisenhower era el meu heroi de guerra i el president més que admiro i respecto». El 20 de gener de 1981, Merman va actuar a la inauguració de Ronald Reagan cantant "Everything's Coming Up Roses".

## Autobiografies
Merman va escriure dues memòries, en col·laboració. La primera, Who Could Ask for Anything More? ("Qui podria demanar més?") (1955), va ser publicada per Doubleday & Co. i escrita amb l'assistència de Pete Martin. La segona, Merman (1978), va ser publicat per Simon & Schuster i escrita amb George Eels.

## Darrers anys i mort
Merman va començar a perdre la memòria amb l'edat avançada i, de vegades, tenia dificultats amb el seu discurs. De vegades, el seu comportament era erràtic, causant preocupació entre els seus amics. El 7 d'abril de 1983, es preparava per viatjar a Los Angeles per aparèixer a la televisió a la 55a Edició dels Premis de l'Acadèmia, quan es va desmaiar al seu apartament. Merman va ser traslladada al Roosevelt Hospital, on els metges pensaven que havia patit un ictus. No obstant això, després de sotmetre's a una cirurgia exploratòria l'11 d'abril, Merman va ser diagnosticada amb glioblastomaen fase 4.
The New York Times va informar que es va sotmetre a una cirurgia cerebral per eliminar el tumor, però era inoperable i es va considerar que la seva condició era terminal (els metges havien donat a Merman vuit mesos i mig de vida). El tumor va fer que Merman es tornés afàsica i, a mesura que la seva malaltia progressava, va perdre el cabell i la seva cara es va inflar. Segons el biògraf de Merman Brian Kellow, la família i el gerent de Merman no volien que la veritable naturalesa de la seva condició es revelés al públic. Robert, Jr., fill de Merman, que es va fer càrrec de la seva cura, va dir més tard que va decidir no revelar públicament la veritable condició de la seva mare perquè Merman es va esforçar per mantenir la seva vida personal privada.
La salut de Merman va acabar prou estabilitzada perquè pogués tornar al seu apartament a Manhattan. El 15 de febrer de 1984, 10 mesos després que fos diagnosticada amb càncer cerebral, va morir a casa de Manhattan a l'edat de 76 anys. En la nit de la mort de Merman, els 36 teatres de Broadway es van apagar els llums a les 9 del vespre en el seu honor. El 27 de febrer es va celebrar un servei funerari privat per a Merman en una capella de l'església episcopal de Sant Bartomeu, després del qual cosa Merman va ser incinerada a la capella funerària de Frank E. Campbell. D'acord amb els seus desitjos, li van donar les restes al seu fill Robert, Jr. Merman va ser enterrat al Mausoleu Shrine of Remembrance a Colorado Springs, Colorado, al costat de la seva filla Ethel.
Després de la seva mort, Merman va deixar una llegat estimat per un import de 1,5 milions de dòlars EUA (3,6 milions de dòlars EUA el 2019) per dividir-se entre el seu fill i dos nets.
El 10 d'octubre de 1984, una subhasta dels seus efectes personals, inclosos mobles, obres d'art i objectes de teatre, va guanyar més de 120.000 dòlars a Christie's East. La 56th Academy Awards, celebrada el 2 d'abril de 1984, van acabar amb una actuació de "There No Business Like Show Business" en homenatge a Merman.

## Credits professionals

### Teatre
- Girl Crazy (1930)

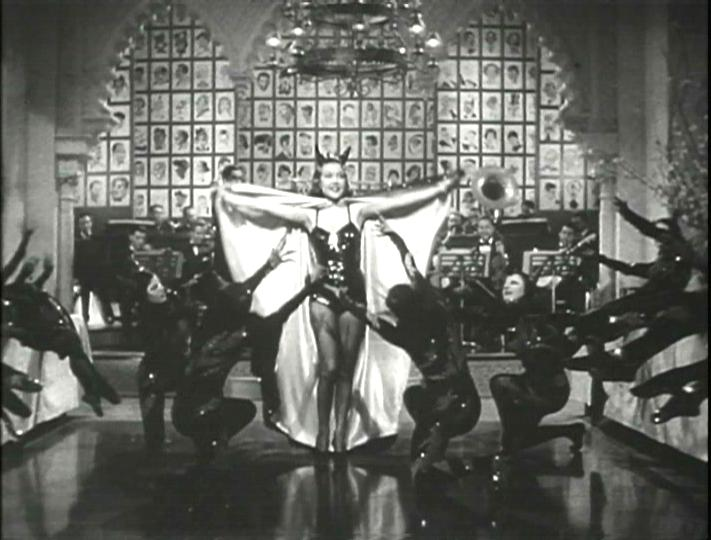
Ethel Merman en un trailer per Alexander's Ragtime Band (1938)

- George White's Scandals of 1931 (1931)
- Take a Chance (1932)
- Anything Goes (1934)
- Red, Hot and Blue (1936)
- Stars in Your Eyes (1939)
- DuBarry Was a Lady (1939)
- Panama Hattie (1940)
- Something for the Boys (1943)
- Sadie Thompson (1944) (substituïda per June Havoc abans de les prèves)
- Annie Get Your Gun (1946)
- Call Me Madam (1950)
- Happy Hunting (1956)
- Gypsy (1959)
- Annie Get Your Gun (1966)
- Call Me Madam (1968)
- Hello, Dolly! (1970)
- Mary Martin & Ethel Merman: Together On Broadway (1977)

### Cinema

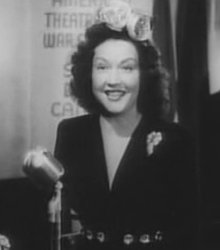
In the film Stage Door Canteen (1943)

- Follow the Leader (1930) com Helen King
- Let Me Call You Sweetheart (1932)
- We're Not Dressing (1934) com Edith
- Kid Millions (1934) com Dot Clark
- The Big Broadcast of 1936 (1935) com Ethel Merman
- Strike Me Pink (1936) com Joyce Lennox
- Anything Goes (1936) com Reno Sweeney
- Happy Landing (1938) com Flo Kelly
- Alexander's Ragtime Band (1938) com Jerry Allen
- Straight, Place or Show (1938) com Linda Tyler
- Stage Door Canteen (1943) com Ethel Merman
- Call Me Madam (1953) com Sally Adams
- There's No Business Like Show Business (1954) com Molly Donahue
- It's a Mad, Mad, Mad, Mad World (1963) com Mrs. Marcus
- The Art of Love (1965) com Madame Coco La Fontaine
- Journey Back to Oz (1974) com Mombi, the Bad Witch (voice)
- Won Ton Ton, the Dog Who Saved Hollywood (1976) com Hedda Parsons
- Airplane! (1980) com Lieutenant Hurwitz

### Televisió

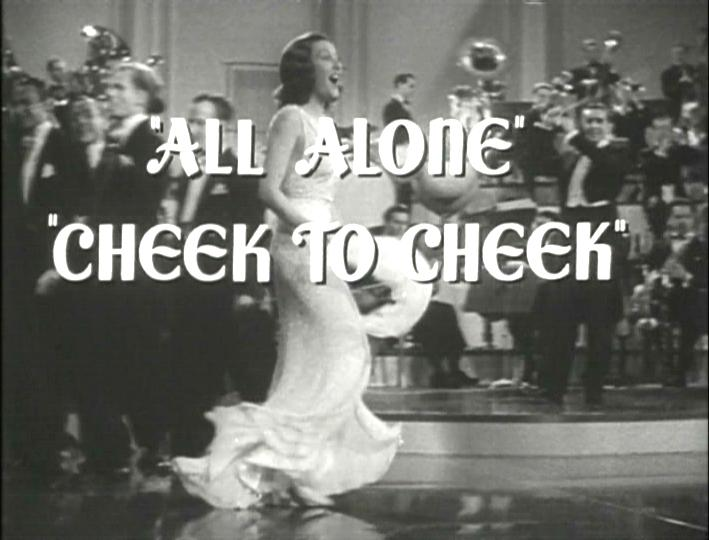
Ethel Merman al trailer de Alexander's Ragtime Band (1938)

- The Ford 50th Anniversary Show (1953) com Ella mateixa
- The Colgate Comedy Hour (28Feb1954) un llibre musical de Cole Porter: "Anything Goes" com la cantant Reno Sweeney, també protagonitzat per Frank Sinatra & Bert Lahr
- Panama Hattie (1954) com Hattie Maloney
- Merman On Broadway (1961) com Ella mateixa
- The Lucy Show, two-parter (1963) com Ella mateixa
- The Judy Garland Show, dos episodis (1963) com Ella mateixa
- Maggie Brown (1963) (unsold pilot) com Maggie Brown
- An Evening with Ethel Merman (1965) com Ella mateixa
- Annie Get Your Gun (1967) com Annie Oakley
- Tarzan and the Mountains of the Moon (1967) com Rosanna McCloud
- Batman, "The Sport of Penguins", two-parter (1967) com Lola Lasagne
- That Girl, dos episodis, (1967–1968) com Ella mateixa
- 'S Wonderful, 'S Marvelous, 'S Gershwin (1972) com Ella mateixa
- Ed Sullivan's Broadway (1973)
- Match Game PM (1976), (1978) com Guest Panelist
- The Muppet Show (1976) com Ella mateixa
- You're Gonna Love It Here (1977) (programa pilot)
- A Salute to American Imagination (1978) com Ella mateixa
- A Special Sesame Street Christmas (1978) com Ella mateixa
- Rudolph and Frosty's Christmas in July (1979) com Lilly Loraine (veu)
- The Love Boat, cinc episodis, (1979–1982) com Roz Smith
- Night of 100 Stars (1982) com Ella mateixa

## Premis i nominacions
| Any  | Premi              | Categoria                             | nominat       | Resultat   |
| ---- | ------------------ | ------------------------------------- | ------------- | ---------- |
| 1951 | Premi Tony         | Millor Actriu Protagonista de Musical | Call Me Madam | GUANYADORA |
| 1953 | Premis Globus d'Or | Millor actriu musical o còmica        | Call Me Madam | GUANYADORA |
| 1957 | Premi Tony         | Millor Actriu Protagonista de Musical | Happy Hunting | nominada   |
| 1960 | Premi Tony         | Millor Actriu Protagonista de Musical | Gypsy         | nominada   |
| 1960 | Premis Grammy      | Millor àlbum de teatre musical        | Gypsy         | GUANYADORA |
| 1970 | Premi Drama Desk   | Actriu més destacada en un musical    | Hello, Dolly! | GUANYADORA |
| 1972 | Premi Tony         | Premi Tony Especial                   |               | GUANYADORA |